# Uliczne Esperanto
Uliczne Esperanto – czwarty album studyjny polskiej grupy muzycznej Mor W.A., wydany 15 czerwca 2007 roku przez EMI Music Poland.
Gościnnie w nagraniach wzięli udział: Wilku WDZ (Molesta Ewenement), Sqbass, Miodu (Jamal), Felipe, Bułgar i Juras. Płyta dotarła do 43. miejsca listy OLiS w Polsce.

## Lista utworów
Opracowano na podstawie materiału źródłowego.
1. „Tylko takie drzewo mocne” (produkcja: The NuClear Headz, scratche: DJ Mini) – 3:16
2. „Uliczne esperanto” (produkcja: The NuClear Headz, scratche: DJ Mini) – 4:26
3. „Jestem tym kim jestem” (produkcja: Voodoo Production, gościnnie: Wilku WDZ) – 3:47
4. „Ryzyko zawodowe” (produkcja: The NuClear Headz) – 3:13
5. „Bez pośpiechu” (produkcja: The NuClear Headz, gościnnie: Sqbass, scratche: DJ Mini) – 4:10
6. „Życie to nałóg” (produkcja: The NuClear Headz, scratche: DJ Mini) – 4:31
7. „Kredyt zaufania” (produkcja: The NuClear Headz, gościnnie: Felipe) – 3:58
8. „DJ Mini skicior” (produkcja: Mor W.A., scratche: DJ Mini) – 0:50
9. „Czarny rynek” (produkcja: The NuClear Headz) – 4:24
10. „Unoszę głowę 2” (produkcja: The NuClear Headz, gościnnie: Bulgar, Felipe, scratche: DJ Mini) – 4:10
11. „Na rauszu” (produkcja: The NuClear Headz) – 4:40
12. „Antypolityczniak” (produkcja: The NuClear Headz) – 3:58
13. „O ludziach dla ludzi” (produkcja: Czarny HIFI, gościnnie: Miodu) – 2:50
14. „Świat nadaje S.O.S.” (produkcja: Voodoo Production) – 2:54
15. „Wiara nasza siła” (produkcja: Kuba eS) – 3:28
16. „Koniec” (produkcja: The NuClear Headz, scratche: DJ Mini) – 0:42